# 林南生
林南生（1952年1月28日—2016年10月2日
），臺灣政治人物，曾任中國國民黨籍立法委員及台南市議員。其妻陳淑慧於2008年遞補為第七屆不分區立委。曾兩度參選省轄市時期的臺南市市長，均落敗。
2004年，當選立委的林南生在土地銀行高達三億多元的借款成為呆帳，另外他也向第一銀行、臺灣銀行及私營安泰銀行無擔保信用借款三筆合計近一千萬元。

## 生平
林南生出身眷村，畢業於國際商專工商管理科。父親林仲衡畢業於黃埔軍校，隨國民黨政府遷台。
1990年，林南生投入台南市議員選舉，當選後即當上副議長。然而副議長任內即與親市長施治明派的議長王建益不合。在議會分成王、林二派。1992年6月間，林南生即因王建益將其主張行政中心墊付預算廿六億多元刪減八億，改成刪減五千多萬元而通過廿五億六千萬預算而憤而退席，雙方公開決裂。成為林南生日後違紀參選市長的導火線之一。
1993年第十二屆台南市長選舉中，黨內初選第一的林南生因不滿國民黨提名施治明而自行參選。於11月3日遭到國民黨開除黨籍，最後敗給爭取連任的施治明。
選後林南生重回國民黨，1997年第十三屆台南市長選舉中，林南生與陳榮盛加入國民黨市長初選，最後在提名僵局下。國民黨准許兩人報備參選，直到選前不到10天才宣布重點支持林南生，一度引起陳榮盛公開砲轟林南生涉嫌超貸台灣銀行，指其財務不健全、涉嫌偽造文書及詐欺。最後雙雙敗給張燦鍙。
1999年，林南生參選第四屆立法委員，最後當選。後於2002年、2005年均連任成功。
2016年10月2日下午因淋巴癌在臺南市成大醫院病逝，享壽64歲。

## 家族
- 林南生父親林仲衡畢業於黃埔軍校，隨國民黨政府遷台。退役後患急性盲腸炎，在榮民醫院等候開刀時因病情惡化成腹膜炎而不治死亡。[3]母舅杜振榮，曾任後備軍人主任、國大代表。[7]
- 妻子陳淑慧，為國民黨第七、八屆不分區立委。曾代表國民黨參與2011年臺南市第四選舉區立法委員缺額補選，敗給許添財。後又代表參選臺南市第五選舉區2016年立法委員選舉，敗給林俊憲。現任嘉義市副市長。

## 選舉紀錄
| 年度 | 選舉屆數               | 選舉區               | 所屬政黨   | 得票數 | 得票率 | 當選標記 | 備註 |
| ---- | ---------------------- | -------------------- | ---------- | ------ | ------ | -------- | ---- |
| 1990 | 第十二屆台南市議員選舉 |                      | 中國國民黨 |        |        |          |      |
| 1993 | 第十二屆臺南市市長選舉 | 臺南市 (省轄市)      | 無黨籍     | 55,153 | 15.80% |          |      |
| 1994 | 第十屆省議員選舉       | 臺南市省議員選舉區   | 無黨籍     | 95,818 | 27.6%  |          |      |
| 1997 | 第十三屆臺南市市長選舉 | 臺南市 (省轄市)      | 中國國民黨 | 68,124 | 20.97% |          |      |
| 1998 | 第四屆立法委員選舉     | 臺南市立法委員選舉區 | 中國國民黨 | 34,960 | 11.84% |          |      |
| 2001 | 第五屆立法委員選舉     | 臺南市立法委員選舉區 | 中國國民黨 | 40,858 | 12.45% |          |      |
| 2004 | 第六屆立法委員選舉     | 臺南市立法委員選舉區 | 中國國民黨 | 36,930 | 11.65% |          |      |

## 外部連結
- 立法院 林南生委員簡介 （页面存档备份，存于）